# TAK (аудіокодек)
ТАК (нім. Tom’s verlustfreier Audio Kompressor) — аудіокодек і формат стиснення цифрового звуку без втрат. Вирізняється високим ступенем стиснення і швидкістю кодування і декодування. Використовує теги APEv2.
Поширюється безкоштовно разом з набором програмного забезпечення для кодування і декодування, а також плагінами до популярних плеєрів: Winamp, foobar2000 та ін.
Розробник — Thomas Becker, Німеччина.
Перша фінальна версія 1.0 була опублікована 26 січня 2007 року.
Формат продовжує активно розвиватись. Згідно проведеному опитуванню на форумі hydrogenaudio.org, входить в число чотирьох (четверте місто) найпопулярніших форматів аудіо-стиснення без втрат (після FLAC, WavPack і ALAC).

## Особливості
- Висока швидкість кодування (ТАК упаковує аудіодані в режимі максимальної компресії -pMax помітно швидше, ніж FLAC в режимі -8, і в декілька раз швидше – в інших режимах)
- Висока швидкість декодування (порівнянна з FLAC/WavPack, а якщо точніше, то вдвічі швидше, ніж WavPack Extra)
- Дуже високий ступінь стиснення (на рівні Monkey's Audio в режимі Extra High)
- Захист від помилок кодування
- Швидкий пошук
- Підтримка потокового мовлення
- Підтримка мультиядерного кодування (з версії 2.1.0, на даний момент – з обмеженням в чотири потоки)
- Спеціальні оптимізації для прискорення стиснення (Intel SSSE3)
- Низьке навантаження на процесор при відтворенні (в плеєрі foobar2000 вона така ж, як при відтворенні FLAC)

## Програмне забезпечення
- Плагіни для Winamp/XMPlay
- foo_input_tak, TAK-декодер для foobar2000
- TAK-плагін для Quintessential Player
- Mp3tag (з версії 2.38)
- shntool (з версії 3.0.6)
- AIMP (з версії 3)
- TagScanner (з версії 5.1.553)
- GermaniX Transcoder
- jetAudio (з версії 8.0.6)
- LAMExplorer [Архівовано 3 січня 2019 у Wayback Machine.] (з версії 2.6)
- xrecode II (з версії 1.0.0.80)